# A Montréal Maroons játékosainak listája
Ez a lista a Montréal Maroons játékosait tartalmazza. A Montréal Maroons egy profi jégkorongcsapat volt a National Hockey League-ben 1924 és 1938 között.
      Stanley-kupa győztes
| Nemz  | Nemzetiség                               |
| MSz   | Mérkőzés szám                            |
| SK    | Stanley-kupa győztes                     |
| JHCsT | Jégkorong Hírességek Csarnokának a tagja |

| Gy | Győzelem  | HV  | Hosszabbításos vereség |
| V  | Vereség   | KGÁ | Kapott gólátlag        |
| D  | Döntetlen | V%  | Védési hatékonyság     |

| Poz | Pozíció   | JSz | Jobbszélső | A | Assziszt |
| V   | Védő      | C   | Center     | P | Pont     |
| BSz | Balszélső | G   | Gól        | B | Büntetés |

## Kapusok
|                | Nemzetiség | Szezonok            | Alapszaksz | Alapszaksz | Alapszaksz | Alapszaksz | Alapszaksz | Alapszaksz | Rájátszás | Rájátszás | Rájátszás | Rájátszás | Rájátszás | Rájátszás | Megjegyzés             |
| MSz            | Nemzetiség | Szezonok            | Gy         | V          | D          | SO         | KGÁ        | MSz        | Gy        | V         | D         | SO        | KGÁ       |           |                        |
| -------------- | ---------- | ------------------- | ---------- | ---------- | ---------- | ---------- | ---------- | ---------- | --------- | --------- | --------- | --------- | --------- | --------- | ---------------------- |
| Clint Benedict | Kanada     | 1924–1930           | 204        | 80         | 85         | 25         | 39         | 1.95       | 19        | 10        | 5         | 4         | 8         | 0.94      | SK — 1926 JHCsT — 1965 |
| Bill Beveridge | Kanada     | 1935–1938           | 101        | 38         | 49         | 14         | 4          | 2.45       | 5         | 2         | 3         | 0         | 0         | 2.00      |                        |
| Lorne Chabot   | Kanada     | 1935–1936           | 16         | 8          | 3          | 5          | 2          | 2.08       | 3         | 0         | 3         | 0         | 0         | 3.84      |                        |
| Alex Connell   | Kanada     | 1934–1935 1936–1937 | 75         | 34         | 30         | 11         | 11         | 2.04       | 7         | 5         | 0         | 2         | 2         | 1.12      | SK — 1935 JHCsT — 1958 |
| Abbie Cox      | Kanada     | 1929–1930           | 1          | 1          | 0          | 0          | 0          | 2.00       | —         | —         | —         | —         | —         | —         |                        |
| Dave Kerr      | Kanada     | 1930–1931 1932–1934 | 102        | 46         | 37         | 15         | 11         | 2.35       | 8         | 1         | 6         | 1         | 1         | 2.75      |                        |
| Normie Smith   | Kanada     | 1931–1932           | 21         | 5          | 12         | 4          | 0          | 2.94       | —         | —         | —         | —         | —         | —         |                        |
| James Walsh    | Kanada     | 1926–1928 1928–1932 | 101        | 46         | 43         | 14         | 9          | 2.22       | 8         | 2         | 4         | 2         | 2         | 1.68      |                        |

## Mezőnyjátékosok
|                    | Nemz             | Poszt | Szezonok            | Alapszaksz | Alapszaksz | Alapszaksz | Alapszaksz | Alapszaksz | Rájátszás | Rájátszás | Rájátszás | Rájátszás | Rájátszás | Megjegyzés                                                             |
| MSz                | Nemz             | Poszt | Szezonok            | G          | A          | P          | B          | MSz        | G         | A         | P         | B         |           | Megjegyzés                                                             |
| ------------------ | ---------------- | ----- | ------------------- | ---------- | ---------- | ---------- | ---------- | ---------- | --------- | --------- | --------- | --------- | --------- | ---------------------------------------------------------------------- |
| Vernon Ayres       | Kanada           | V     | 1933–1934           | 17         | 0          | 0          | 0          | 19         | —         | —         | —         | —         | —         |                                                                        |
| Andy Bellemer      | Kanada           | V     | 1932–1933           | 16         | 0          | 0          | 0          | 0          | —         | —         | —         | —         | —         |                                                                        |
| Louis Berlinquette | Kanada           | BSz   | 1924–1925           | 29         | 4          | 2          | 6          | 22         | —         | —         | —         | —         | —         |                                                                        |
| Mickey Blake       | Kanada           | BSz   | 1932–1933           | 1          | 0          | 0          | 0          | 0          | —         | —         | —         | —         | —         |                                                                        |
| Toe Blake          | Kanada           | BSz   | 1934–1935           | 8          | 0          | 0          | 0          | 0          | —         | —         | —         | —         | —         | SK — 1935 JHCsT — 1966                                                 |
| Russ Blinco        | Kanada           | C     | 1933–1938           | 220        | 56         | 54         | 110        | 22         | 19        | 3         | 3         | 6         | 4         | SK — 1935 Calder-emlékkupa — 1934                                      |
| Georges Boucher    | Kanada           | V     | 1928–1931           | 82         | 3          | 7          | 10         | 85         | 3         | 0         | 0         | 0         | 2         | JHCsT — 1960                                                           |
| Punch Broadbent    | Kanada           | JSz   | 1924–1927           | 108        | 36         | 14         | 50         | 275        | 2         | 0         | 0         | 0         | 0         | Kapitány, 1924–1925 SK — 1926 JHCsT — 1962                             |
| Bernie Brophy      | Kanada           | JSz   | 1925–1926           | 10         | 0          | 0          | 0          | 0          | —         | —         | —         | —         | —         | SK — 1926                                                              |
| Fred Brown         | Kanada           | BSz   | 1927–1928           | 9          | 1          | 0          | 1          | 0          | 9         | 0         | 0         | 0         | 0         |                                                                        |
| Glen Brydson       | Kanada           | BSz   | 1930–1934           | 146        | 25         | 35         | 60         | 93         | 9         | 0         | 0         | 0         | 4         |                                                                        |
| Francis Cain       | Kanada           | V     | 1924–1926           | 38         | 4          | 0          | 4          | 27         | —         | —         | —         | —         | —         |                                                                        |
| Herb Cain          | Kanada           | BSz   | 1933–1938           | 212        | 53         | 61         | 114        | 71         | 19        | 2         | 2         | 4         | 2         | SK — 1935                                                              |
| George Carroll     | Kanada           | V     | 1924–1925           | 4          | 0          | 0          | 0          | 0          | —         | —         | —         | —         | —         |                                                                        |
| Frank Carson       | Kanada           | JSz   | 1925–1928           | 79         | 4          | 5          | 9          | 28         | 11        | 0         | 0         | 0         | 2         | SK — 1926                                                              |
| Gerry Carson       | Kanada           | V     | 1936–1937           | 42         | 1          | 3          | 4          | 28         | 5         | 0         | 0         | 0         | 4         |                                                                        |
| Lionel Conacher    | Kanada           | V     | 1930–1933 1934–1937 | 260        | 33         | 65         | 98         | 331        | 23        | 0         | 2         | 2         | 20        | Captain, 1936–1937 SK — 1935 JHCsT — 1994                              |
| Tom Cook           | Kanada           | C     | 1937–1938           | 20         | 2          | 4          | 6          | 0          | —         | —         | —         | —         | —         |                                                                        |
| Maurice Croghan    | Kanada           | V     | 1937–1938           | 16         | 0          | 0          | 0          | 4          | —         | —         | —         | —         | —         |                                                                        |
| Chuck Dinsmore     | Kanada           | C     | 1924–1927 1929–1930 | 100        | 6          | 2          | 8          | 50         | 4         | 0         | 0         | 0         | 0         | SK — 1926                                                              |
| Babe Donnelly      | Kanada           | V     | 1926–1927           | 34         | 0          | 1          | 1          | 14         | 1         | 0         | 0         | 0         | 0         |                                                                        |
| Lorne Duguid       | Kanada           | BSz   | 1931–1934           | 66         | 4          | 8          | 12         | 44         | 2         | 0         | 0         | 0         | 4         |                                                                        |
| Red Dutton         | Kanada           | V     | 1926–1930           | 172        | 15         | 26         | 41         | 439        | 15        | 1         | 0         | 1         | 37        | JHCsT — 1958                                                           |
| Hap Emms           | Kanada           | BSz   | 1926–1928           | 16         | 0          | 1          | 1          | 10         | —         | —         | —         | —         | —         |                                                                        |
| Stewart Evans      | Kanada           | V     | 1933–1938           | 216        | 23         | 32         | 55         | 259        | 18        | 0         | 0         | 0         | 12        | Kapitány, 1937–1938 SK — 1935                                          |
| Irv Frew           | Kanada           | V     | 1933–1934           | 30         | 2          | 1          | 3          | 41         | 4         | 0         | 0         | 0         | 6         |                                                                        |
| Dutch Gainor       | Kanada           | C     | 1934–1935           | 40         | 0          | 4          | 4          | 2          | —         | —         | —         | —         | —         |                                                                        |
| John Gallagher     | Kanada           | V     | 1930–1933           | 40         | 0          | 4          | 4          | 2          | 2         | 0         | 0         | 0         | 0         |                                                                        |
| Bob Gracie         | Kanada           | C     | 1934–1938           | 174        | 44         | 66         | 110        | 89         | 15        | 1         | 5         | 6         | 4         | SK — 1935                                                              |
| Ted Graham         | Kanada           | V     | 1933–1934           | 19         | 2          | 1          | 3          | 10         | —         | —         | —         | —         | —         |                                                                        |
| Paul Haynes        | Kanada           | C     | 1930–1935           | 133        | 24         | 31         | 55         | 36         | 10        | 0         | 1         | 1         | 4         |                                                                        |
| Henry Hicks        | Kanada           | V     | 1928–1929           | 44         | 2          | 0          | 2          | 27         | —         | —         | —         | —         | —         |                                                                        |
| Albert Holway      | Kanada           | V     | 1925–1927           | 30         | 0          | 0          | 0          | 8          | —         | —         | —         | —         | —         | SK — 1926                                                              |
| George Horne       | Kanada           | JSz   | 1925–1927           | 15         | 0          | 0          | 0          | 2          | —         | —         | —         | —         | —         | SK — 1926                                                              |
| Al Huggins         | Kanada           | BSz   | 1930–1931           | 20         | 1          | 1          | 2          | 2          | —         | —         | —         | —         | —         |                                                                        |
| Roger Jenkins      | Egyesült Államok | V     | 1936–1937           | 1          | 0          | 0          | 0          | 0          | —         | —         | —         | —         | —         |                                                                        |
| Max Kaminsky       | Kanada           | C     | 1936–1937           | 6          | 0          | 0          | 0          | 0          | —         | —         | —         | —         | —         |                                                                        |
| Wally Kilrea       | Kanada           | BSz   | 1932–1934           | 50         | 5          | 7          | 12         | 9          | 6         | 0         | 0         | 0         | 0         |                                                                        |
| Hobie Kitchen      | Kanada           | C     | 1925–1926           | 30         | 5          | 2          | 7          | 16         | —         | —         | —         | —         | —         | SK — 1926                                                              |
| Joe Lamb           | Kanada           | JSz   | 1927–1929 1935–1936 | 86         | 12         | 9          | 21         | 85         | 11        | 1         | 0         | 1         | 34        |                                                                        |
| Fred Lowrey        | Kanada           | JSz   | 1924–1926           | 38         | 1          | 0          | 1          | 8          | —         | —         | —         | —         | —         |                                                                        |
| Bill MacKenzie     | Kanada           | V     | 1933–1935 1936–1937 | 63         | 4          | 4          | 8          | 26         | 4         | 0         | 0         | 0         | 0         |                                                                        |
| Gus Marker         | Kanada           | JSz   | 1934–1938           | 185        | 37         | 43         | 80         | 85         | 15        | 2         | 2         | 4         | 6         | SK — 1935                                                              |
| Cliff McBride      | Kanada           | JSz   | 1928–1929           | 1          | 0          | 0          | 0          | 0          | —         | —         | —         | —         | —         |                                                                        |
| Stan McCabe        | Kanada           | BSz   | 1932–1934           | 9          | 0          | 0          | 0          | 4          | —         | —         | —         | —         | —         |                                                                        |
| Sammy McManus      | Kanada           | JSz   | 1934–1935           | 25         | 0          | 1          | 1          | 8          | 1         | 0         | 0         | 0         | 0         | SK — 1935                                                              |
| Jack McVicar       | Kanada           | V     | 1930–1932           | 88         | 2          | 4          | 6          | 63         | 6         | 0         | 0         | 0         | 2         |                                                                        |
| Bill Miller        | Kanada           | C     | 1934–1936           | 30         | 3          | 0          | 3          | 2          | 7         | 0         | 0         | 0         | 0         | SK — 1935                                                              |
| Dunc Munro         | Kanada           | V     | 1924–1931           | 191        | 27         | 17         | 44         | 156        | 15        | 2         | 2         | 4         | 16        | Kapitány, 1925–1928 SK — 1926                                          |
| Gerry Munro        | Kanada           | V     | 1924–1925           | 29         | 1          | 0          | 1          | 22         | —         | —         | —         | —         | —         |                                                                        |
| Reg Noble          | Kanada           | V     | 1924–1927 1932–1933 | 128        | 19         | 18         | 37         | 282        | 4         | 0         | 0         | 0         | 4         | SK — 1926 JHCsT — 1962                                                 |
| Baldy Northcott    | Kanada           | BSz   | 1928–1938           | 401        | 128        | 105        | 233        | 264        | 31        | 8         | 5         | 13        | 14        | SK — 1935                                                              |
| Russell Oatman     | Kanada           | BSz   | 1926–1929           | 80         | 16         | 8          | 24         | 78         | 11        | 1         | 0         | 1         | 18        |                                                                        |
| Ernie Parkes       | Kanada           | JSz   | 1924–1925           | 17         | 0          | 0          | 0          | 2          | —         | —         | —         | —         | —         |                                                                        |
| Bill Phillips      | Kanada           | C     | 1926–1927 1929–1930 | 28         | 1          | 1          | 2          | 6          | 4         | 0         | 0         | 0         | 2         |                                                                        |
| Merlyn Phillips    | Kanada           | C     | 1925–1933           | 278        | 51         | 24         | 75         | 222        | 20        | 2         | 1         | 3         | 13        | SK — 1926                                                              |
| Hugh Plaxton       | Kanada           | BSz   | 1932–1933           | 15         | 1          | 2          | 3          | 4          | —         | —         | —         | —         | —         |                                                                        |
| Yip Radley         | Kanada           | V     | 1936–1937           | 17         | 0          | 1          | 1          | 13         | —         | —         | —         | —         | —         |                                                                        |
| Earl Robinson      | Kanada           | JSz   | 1928–1930 1931–1938 | 359        | 73         | 88         | 161        | 116        | 25        | 5         | 4         | 9         | 0         | SK — 1935                                                              |
| Des Roche          | Kanada           | JSz   | 1930–1931 1932–1933 | 25         | 0          | 1          | 1          | 6          | —         | —         | —         | —         | —         |                                                                        |
| Earl Roche         | Kanada           | JSz   | 1930–1933           | 49         | 2          | 0          | 2          | 18         | —         | —         | —         | —         | —         |                                                                        |
| Sammy Rothschild   | Kanada           | BSz   | 1924–1927           | 82         | 8          | 6          | 14         | 20         | 6         | 0         | 0         | 0         | 0         |                                                                        |
| Paul Runge         | Kanada           | C     | 1936–1938           | 71         | 9          | 17         | 26         | 27         | 5         | 0         | 0         | 0         | 4         |                                                                        |
| Ganton Scott       | Kanada           | JSz   | 1924–1925           | 28         | 1          | 1          | 2          | 0          | —         | —         | —         | —         | —         |                                                                        |
| Charles Shannon    | Kanada           | V     | 1936–1937           | —          | —          | —          | —          | —          | 5         | 0         | 1         | 1         | 0         |                                                                        |
| Gerry Shannon      | Kanada           | BSz   | 1936–1938           | 68         | 9          | 10         | 19         | 33         | —         | —         | —         | —         | —         |                                                                        |
| Allan Shields      | Kanada           | V     | 1934–1936 1937–1938 | 136        | 11         | 22         | 33         | 193        | 10        | 0         | 1         | 1         | 12        | SK — 1935                                                              |
| Babe Siebert       | Kanada           | BSz   | 1925–1932           | 287        | 83         | 74         | 157        | 619        | 20        | 3         | 1         | 4         | 38        | SK — 1926 JHCsT — 1964                                                 |
| Alf Skinner        | Kanada           | JSz   | 1924–1925           | 9          | 1          | 1          | 2          | 6          | —         | —         | —         | —         | —         |                                                                        |
| Des Smith          | Kanada           | V     | 1937–1938           | 41         | 3          | 1          | 4          | 47         | —         | —         | —         | —         | —         |                                                                        |
| Hooley Smith       | Kanada           | V     | 1927–1936           | 388        | 130        | 151        | 281        | 632        | —         | —         | —         | —         | —         | Kapitány, 1932–1936 SK — 1935 JHCsT — 1972                             |
| Harold Starr       | Kanada           | C     | 1931–1932 1933–1934 | 47         | 1          | 2          | 3          | 52         | 7         | 0         | 0         | 0         | 0         |                                                                        |
| Nels Stewart       | Kanada           | V     | 1925–1932           | 290        | 185        | 68         | 253        | 647        | 21        | 4         | 4         | 8         | 27        | Kapitány, 1928–1932 SK — 1926 Hart-emlékkupa — 1926, 1930 JHCsT — 1962 |
| Bill Touhey        | Kanada           | BSz   | 1927–1928           | 22         | 2          | 0          | 2          | 2          | —         | —         | —         | —         | —         |                                                                        |
| Dave Trottier      | Kanada           | BSz   | 1928–1938           | 435        | 120        | 112        | 232        | 501        | 31        | 4         | 3         | 7         | 39        | SK — 1935                                                              |
| Carl Voss          | Egyesült Államok | C     | 1936–1938           | 24         | 0          | 2          | 2          | 4          | 5         | 1         | 0         | 1         | 0         |                                                                        |
| Jimmy Ward         | Kanada           | BSz   | 1927–1938           | 496        | 143        | 124        | 267        | 465        | 35        | 4         | 4         | 8         | 26        | SK — 1935                                                              |
| Aubrey Webster     | Kanada           | BSz   | 1934–1935           | 9          | 0          | 1          | 1          | 6          | —         | —         | —         | —         | —         |                                                                        |
| Marvin Wentworth   | Kanada           | V     | 1932–1938           | 283        | 21         | 38         | 59         | 192        | 21        | 4         | 5         | 9         | 2         | SK — 1935                                                              |
| Archie Wilcox      | Kanada           | V     | 1929–1934           | 185        | 8          | 13         | 21         | 156        | 12        | 1         | 0         | 1         | 8         |                                                                        |